# Osama Akharraz
Osama Akharraz (* 26. November 1990 in Kopenhagen, Dänemark) ist ein dänisch-marokkanischer Fußballspieler, der seit 2012 im Kader von Aarhus GF steht.

## Karriere

### Verein
Akharraz' marokkanische Eltern kamen als Einwanderer nach Dänemark und wurden in der Hauptstadt Kopenhagen sesshaft, wo Osama Akharraz 1990 geboren wurde. Dort begann er in der Jugend des BK Frem auch mit dem Fußballspielen. Später ging er in die Jugend von Brøndby IF, dem Verein aus dem politisch eigenständigen Kopenhagener Vorort Brøndby.
Akharraz wurde 2008 in die zweite Mannschaft hochgezogen. Noch im selben Jahr, am 30. Oktober absolvierte er beim 2:1-Sieg im Achtelfinale des dänischen Pokals gegen Holstebro BK sein Pflichtspieldebüt, als er in der 84. Minute für Peter Madsen eingewechselt wurde. Am 17. April 2010 kam er auch zu Profidebüt, als er am 25. Spieltag der Superligaen, bei der 1:2-Niederlage gegen Aalborg BK, in der 56. Minute für Anders Randrup eingewechselt wurde. Am 28. Oktober 2011 unterschrieb Alkharraz einen Vertrag bei Aarhus GF und spielt ab dem 1. Januar 2012 dort.

### Nationalmannschaft
Am 11. April 2006 machte Osama Akharraz sein erstes Spiel für die U-16, als er gegen die Slowakei in der Anfangself stand. In jenem Spiel machte er auch den Siegtreffer zum 1:0. Sein zweites und letztes Spiel für die U-16 bestritt er nur zwei Tage später, ebenfalls gegen die Slowakei und auch dieses Mal von Beginn an.
Am 31. Juli 2006 kam Akharraz auch und zum ersten Mal in der U-17 Dänemarks zum Einsatz, als er beim 1:0 gegen die Färöer-Inseln zum Einsatz kam. Auch in der Qualifikation zur U-17-Fußball-Europameisterschaft 2007 war er mit von der Partie. Die Qualifikation konnte man allerdings nicht schaffen. Sein letztes Spiel für die U-17 Dänemarks hatte er am 20. Februar 2007, beim 1:2 gegen Wales. Akharraz kam auf acht Spiele für die U-17.        
Am 24. Oktober 2007 hatte Osama Akharraz für die U-18 Dänemarks sein Debüt gegeben. Beim 0:3 gegen Österreich war er in der Startelf. Sein letztes Spiel für die dänische U-18 Vertretung machte er am 24. April 2008, beim 1:2 gegen Estland. Akharraz kam auf fünf Einsätze für die U-18.
Osama Akharraz kam am 2. September 2008 zu seinem ersten Spiel als U-19-Auswahlspieler Dänemarks. Beim 1:0 gegen Norwegen stand er in der Startelf. Er kam auch in der Qualifikation zur U-19-Fußball-Europameisterschaft 2009 zum Einsatz. Sein letztes Spiel machte er am 5. März 2009, als er gegen Serbien (1:0), in der 80. Minute für Semre Haile eingewechselt wurde. Osama Akharraz kam auf neun Einsätze für Dänemarks U-19.
Am 10. August 2011 spielte Akharraz erstmals für die U-21-Nationalmannschaft Dänemarks, als er bei der 0:1-Niederlage gegen Polen zum Einsatz kam.